# Vikingstrand

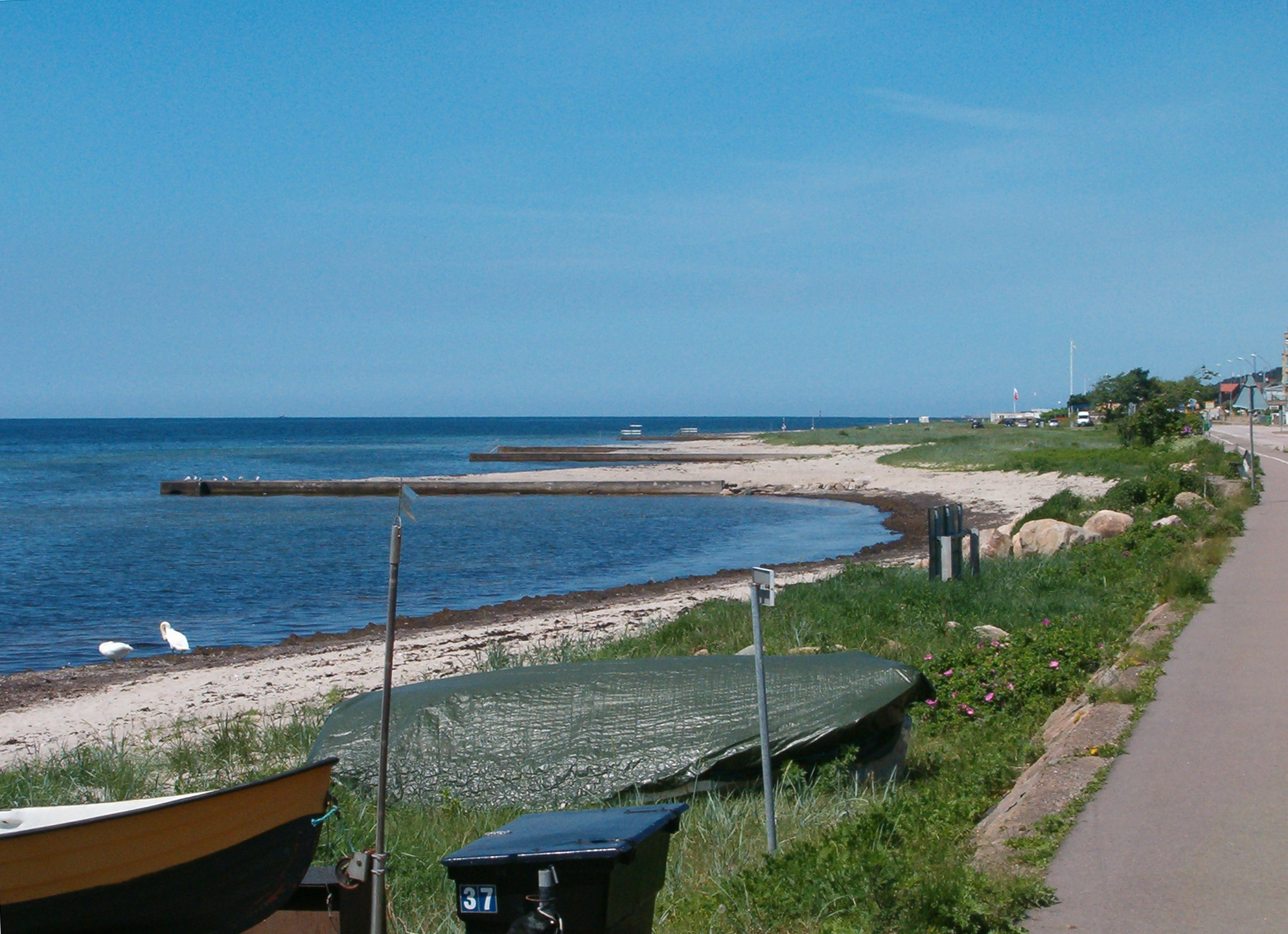
Vikingstrand vid ett av dess smalaste lägen.

Vikingstrand är en badstrand i norra Helsingborg, belägen norr om Pålsjöbaden. Strax öster om stranden går Drottninggatans nordligaste del innan den byter namn till Sofierovägen som leder ut till Sofiero slott. 

## Beskrivning
Vikingstrand är en sandstrand och är Helsingborgs bäst anpassade badplats för funktionshindrade. Den drivs av Helsingborgs stad tillsammans med DHS (De handikappades samarbetskommitté), vilka även bemannar badet sommartid. Det finns specialanpassade omklädningsrum och en ramp ner i vattnet. Här finns också en lekplats, kiosk, grillplatser och i närheten även en minigolfbana. Vid foten av Tinkarpsbacken ligger sommarrestaurangen Restaurang Vikingstrand. Växtligheten domineras av naturlig strandvegetation, med inslag av bland annat vresrosbuskar. 

## Historik
Badplatsen är belägen mellan två fiskelägen som växte upp i området under 1600- och 1700-talen. Norr om stranden låg fiskeläget Gravarna, tillhörande gården Tinkarp, som i sin tur var underställt Krapperups slott, och i söder, strax norr om Pålsjöbäcken, låg ett fiskeläge lydande under Pålsjö gård. Längs strandkanten löpte även en äldre landsväg, som numera motsvaras av Drottninggatan/Sofierovägen. Under 1800-talets andra hälft växte Pålsjö fiskeläge norrut längs landsvägen och även vid strandens norra ände, vid Pålsjös gräns mot Tinkarp, uppfördes åtta nya fiskartorp. Kring 1880 började Pålsjö gård sälja ut tomter längs landsvägen, vilka kom att bebos av fiskare och sjömän. På en av de större tomterna uppfördes 1885–86 två hus som var tänkta att användas som bostadslogement åt frigivna fångar från Landskrona citadell under namnet Vikingstrand. Dock ville få frigivna flytta dit och istället kom byggnaderna att hysa Helsingborgs nya såp- & tvålfabrik med tillhörande bostad. År 1866 uppfördes ett kalkbruk mellan landsvägen och stranden.
Under slutet av 1800-talet ökade exploateringstakten av området och allt fler tomter tillkom längs landsvägen. Kalkbruket lades ner och marken omvandlades till tomtmark. Den ökande bostadsbebyggelsen gjorde att en ny skola uppfördes år 1901. Intresset från stadsborna i Helsingborg att uppföra sommarbostäder längs kusten ökade och ett antal sommarvillor tillkom i området. Det var dock inte förrän major Georg von Dardel uppförde den stora Villa Thalassa, på landborgen åren 1902–1903, som det borgerliga bostadsbyggandet ökade. År 1908 köpte Helsingborgs stad upp Pålsjö gård med omgivande marker och 1913 lade man fram en tomtplan för området nedanför landborgen. Tomterna längs Drottninggatan sålde slut omgående och bebyggdes med högborgerliga patriciervillor, särskilt så kallade "redarvillor", uppförda av Helsingborgs många förmögna redare.
Såpafabriken i Vikingstrand omvandlades så småningom till hyreshus, medan bostadsbyggnaden omformades till café- och restaurangrörelse: Wikingstrands café & pensionat. Hyreshuset revs 1930, varpå en mycket uppskattad uteservering till caféet uppfördes, som även innehöll en populär musikpaviljong. Verksamheten lades ner 1983, varpå byggnaderna revs, och på platsen uppfördes 1991–93 tre flerbostadshus i HSB:s regi.

## Media
- Flygfilm över Vikingstrand.